# 森林省
森林省（法語：Département des Forêts），或音译作福雷省，是法国第一共和国及后来法兰西第一帝国的一个省份，位于今德国、比利时和卢森堡，得名于阿登森林，省会卢森堡城。该省份成立于1795年，时值法国吞并奥属尼德兰。
1812年，该省人口246333，面积6910.35平方千米。
1814年拿破仑战败后，该省大部分地区成为了荷蘭聯合王國的一部分，而乌尔河与绍尔河东岸则成为了普魯士（今德国）的一部分。该地现已分属卢森堡大公国、比利时卢森堡省和德国莱茵兰-普法尔茨州。   

## 区划
该省划分为以下几个区（arrondissement）和县（canton）：
卢森堡区
县份：卢森堡城、Arlon、Bettembourg、Betzdorf、Grevenmacher、Mersch、Messancy 与 Remich（Arlon与Messancy位于今比利时，其它位于今卢森堡）
比特堡区
县份：比特堡、Arzfeld、Dudeldorf、Echternach 与 Neuerburg（Echternach位于今卢森堡，其它位于今德国）
迪基希区
县份：迪基希、Clervaux、Ospern、Vianden 与 Wiltz（位于今卢森堡）
讷沙托区
县份：讷沙托、Bastogne、Étalle、Fauvillers、Florenville、Houffalize、Paliseul、Sibret 与 Virton（位于今比利时）